# Fleur de vie

Une fleur de vie.

Dans l'ésotérisme, la fleur de vie est une figure géométrique composée d'une juxtaposition de plusieurs cercles égaux, reliés centre-à-centre. Cette figure forme un modèle semblable à une fleur avec une structure hexagonale symétrique.
La figure est constituée de sept cercles ou plus, le centre de chaque cercle étant sur la circonférence de six cercles environnants du même diamètre. Cependant, les cercles environnants n'ont pas besoin d'être clairement ou complètement dessinés ; en fait quelques symboles antiques, qui sont interprétés comme des exemples de la fleur de vie, ne contiennent qu'un cercle ou un hexagone.

## Histoire
Drunvalo Melchizedek (en) (de son vrai nom Bernard Perona), un auteur du mouvement New Age, a associé ces figures à la géométrie sacrée, affirmant qu'elles représentent des croyances spirituelles antiques et qu'elles dépeignent les aspects fondamentaux de l'espace et du temps,. Melchizedek affirme que le cube de Metatron se retrouve dans la fleur de vie et que les solides de Platon qui la composent agissent comme un modèle duquel toute vie jaillit,.

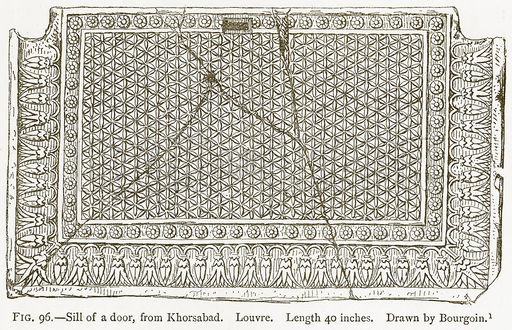
Détail d'une porte du palais de Dur-Sharrukin.

La « fleur de vie » et la « graine de vie » sont liées par des auteurs New Age avec le prophète biblique Hénoch, l'archange Metatron, les six jours de la Création, le symbole religieux du vesica piscis et les anneaux borroméens,.

### Assyrie
On peut voir un premier exemple d'un modèle répétitif construit comme le modèle de la fleur de vie dans les pièces assyriennes du Musée du Louvre. Le design fait partie d'un seuil d'albâtre mesurant 2,07 par 1,26 mètre appartenant au palais du roi Assurbanipal à Dur-Sharrukin en Assyrie, et daté de 645 av. J.-C. On peut voir d'autres spécimens au British Museum. Ils sont probablement conçus pour correspondre aux tapis du château.

### Abydos (Égypte)

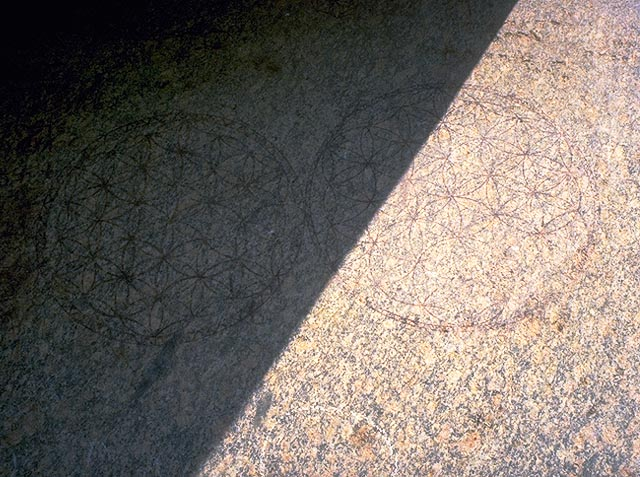
La fleur de vie dessinée dans de l'ocre rouge au temple d'Osiris à Abydos en Égypte.

On peut voir cinq gravures ressemblant à la fleur de vie sur une des colonnes de granit du temple d'Osiris à Abydos (Égypte), et cinq supplémentaires sur une colonne en face du bâtiment ; gravées dans l'ocre rouge, certaines sont très difficile à distinguer à cause de l'érosion.

### Léonard de Vinci

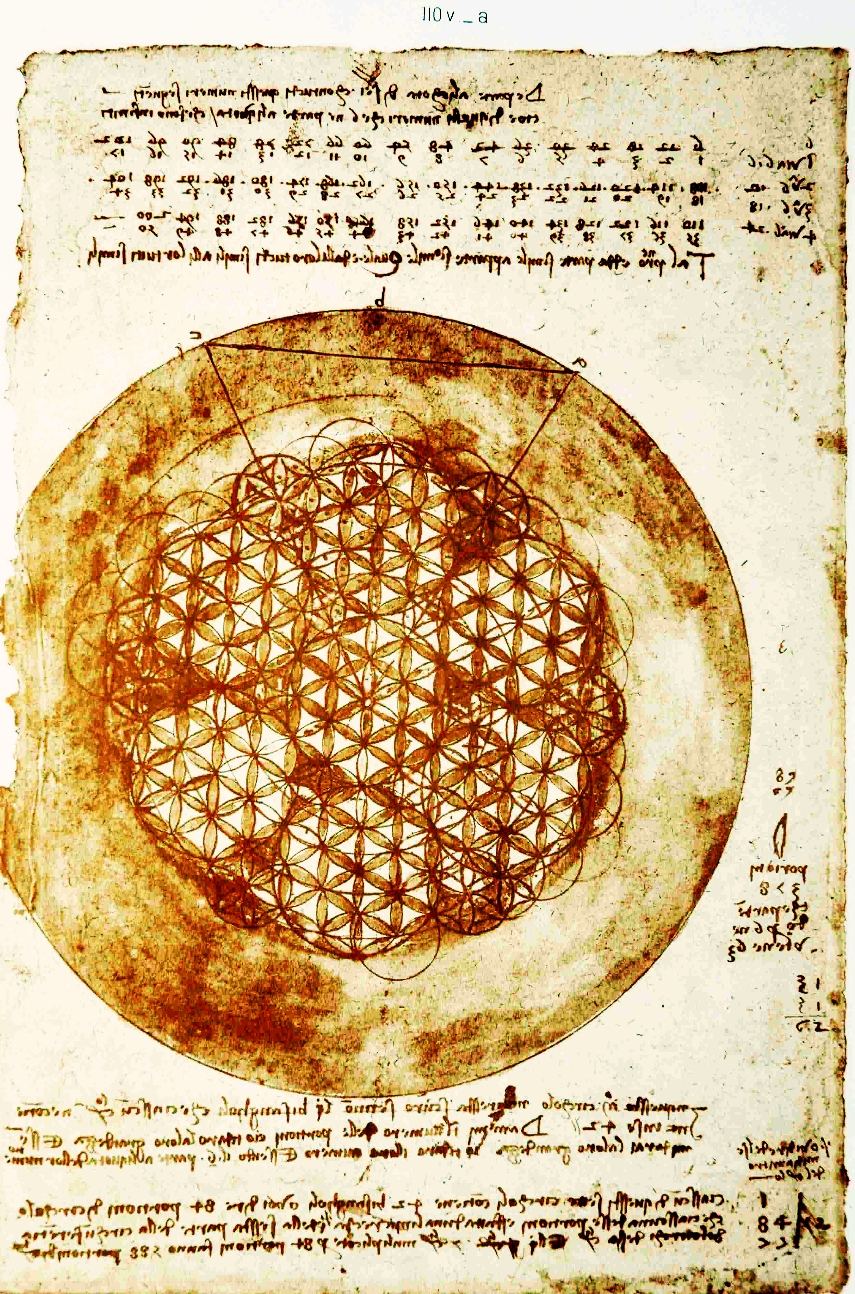
Dessin de Léonard de Vinci (Codex Atlanticus, fol. 307v).

Le vaste corpus de dessins de figures géométriques de Leonard de Vinci du Codex Atlanticus contient quelques figures ressemblant à la « fleur de vie » et des modèles semblables.

### Divers

Emblème du Parc naturel régional du Queyras.

Soleil des Alpes et rosette de la fleur de vie.

Le logo du parc Queyras contient une rosette du centre de la « fleur de vie ».
Le Soleil des Alpes, rosette sur le drapeau de la Padanie, représente le centre de la « fleur de vie ».
Dans la pensée New Age, on considère que  fleur de vie a une signification profondément spirituelle et procure un éveil spirituel à ceux qui étudient la géométrie sacrée,.
Elle est aussi situé sous la patte du lion chinois à l'entrée de la cité interdite de Pékin  

## Géométrie sacrée

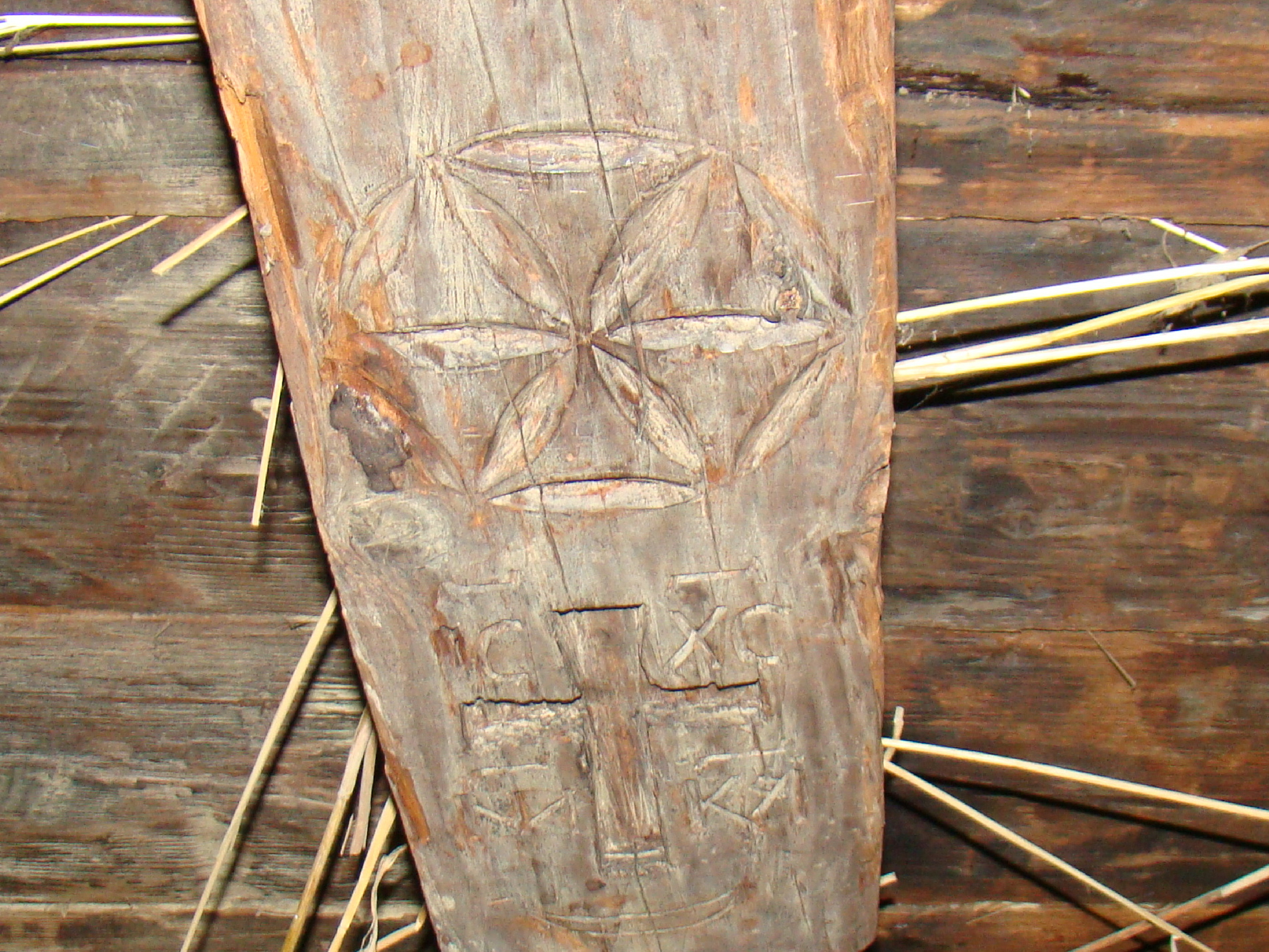
Rosette de fleur de vie incisé sur les poutres d'un plafond datant de 1681, Musée d'architecture rurale de Sanok, Pologne.

La géométrie sacrée peut être décrite comme un système de croyances attribuant une valeur religieuse ou culturelle à plusieurs formes géométriques fondamentales. Selon ce système de croyances, les modèles de base de l'existence sont perçus comme sacrés et leur contemplation est la contemplation de l'origine de toute la chose. En étudiant la nature de ces formes et leur relation entre elles, on cherche à comprendre les lois scientifiques, philosophiques, psychologiques, esthétiques et mystiques de l'univers.
Melchizedek considère la fleur de vie comme un symbole de géométrie sacrée, contenant d'anciennes valeurs religieuses et dépeignant les formes fondamentales d'espace et du temps,,. Cette « marguerite » est aussi utilisée à une échelle plus petite comme un dispositif utilisé en construction de bâtiments.

## Composition
« Melchizedek » retrouve plusieurs symboles dans le dessin de la fleur de vie et prête une signification à chacune.

### Graine de vie

La « graine de vie » (une composante de la fleur de vie).

La « graine de vie » est formée de sept cercles disposés en symétrie sextuple, formant un modèle de cercles et des lentilles, qui sont une composante de base du dessin de la fleur de vie.
Le premier jour est supposé être la création de la sphère, le deuxième jour la création du vesica piscis, le troisième jour la création du « trépied de vie », suivi par une sphère supplémentaire à chaque jour ultérieur jusqu'à ce que les sept sphères construisent la « graine de vie ».

#### Octaèdre sphérique

Octaèdre (Animation)

La première étape dans la formation de la « graine de vie » (dans la « fleur de vie ») est le cercle (pour le modèle en deux dimensions) ou la sphère (pour le modèle en trois dimensions). Cette première étape correspond au « premier jour », le dernier fait référence aux six jours de la Création.

#### Vesica piscis

Le vesica piscis.

Le vesica piscis est formé de deux cercles superposés de même diamètre, où le centre de chaque cercle est sur la circonférence du cercle opposé. Son design est une des formes les plus simples de la géométrie sacrée. On le retrouve dans des sites sacrés du monde entier, plus particulièrement au Chalice Well (en) à Glastonbury, et a été l'objet de spéculation mystique à plusieurs périodes de l'histoire. La première représentation connue du vesica piscis le fut par les pythagoriciens, qui la considérait comme une figure sacrée.
Selon certaines croyances religieuses, le vesica piscis représente la deuxième étape dans la création de la « graine de vie ». Dans l'Ancien Testament, on mentionne celui-ci comme étant « l'esprit du Créateur flottant sur le visage des eaux ».
Le vesica piscis est interprété comme un symbole de la fusion des opposés et une représentation de la dualité apparente du monde (Yin et yang). Il a aussi été noté comme la géométrie de l'œil humain.

#### Triquetra / Trépied de la vie / Anneaux borroméens

Le « trépied de la vie », représentant la Sainte Trinité.

Le triquetra ou « trépied de la vie » ou anneaux borroméens est formé d'un troisième cercle étant ajouté au vesica piscis, où le centre du troisième cercle est situé à l'intersection des circonférences des deux premiers cercles. Le triquetra a été utilisé comme un symbole sacré dans un certain nombre de religions païennes, y compris le paganisme celtique et germanique, avant l'Antiquité. Dans la religion néopaïenne de Wicca, le triquetra symbolise les Triples Déesses de la Lune; et aussi ses trois royaumes de Terre, Ciel et Mer. Dans la religion chrétienne, le Trépied de vie a été utilisé pour symboliser le Père, le Fils et l'Esprit Saint (la Trinité).

#### Tore

Exemple de Tore (12 cercles répartis uniformément sur un cercle central)

La figure ci-contre est construite, comme la graine de vie, à partir d'un cercle par le centre duquel passent des cercles de même rayon, cercles dont les centres sont uniformément répartis sur ce cercle central. Ce type de figure, plus ou moins complexe selon le nombre de cercles est, dans certains contextes (géométrie sacrée, New Age, Yantra), appelé "tore" en référence au solide géométrique éponyme qu'il est censé évoquer.

### Œuf de Vie
Le symbole de l'« œuf de vie » est composé de 7 cercles extraits du design de la fleur de vie. Il représenterait la forme d'un embryon multi-cellulaire dans ses premières heures de formation.
Les figures géométriques suivantes sont dérivées de l'œuf de vie :
- Cube – Solide de Platon
- Tétraèdre – Solide de Platon
- Octangle étoilé – Comme l'Étoile de David.

### Fruit de vie

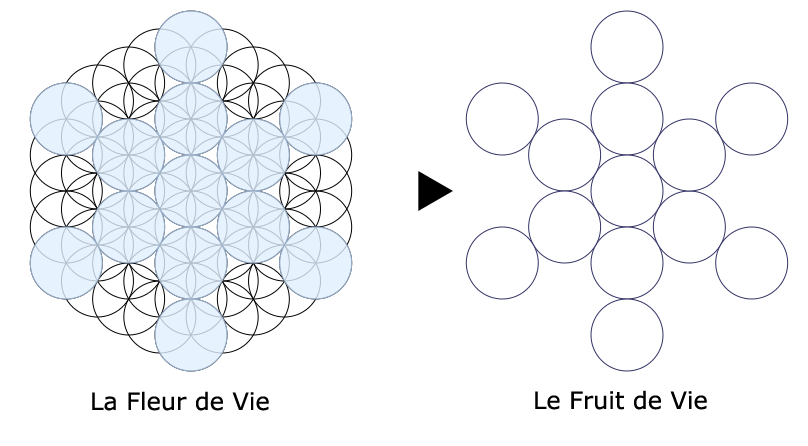
Fruit de vie

Le symbole du « fruit de vie » est composé de 13 cercles. Il serait un plan de l'univers, contenant la base pour la conception de chaque atome, la structure moléculaire, la forme de vie et tout ce qui existe. Il contient la base géométrique pour la délinéation du cube de Metatron en connectant les centres de cercle  les uns aux autres par une ligne: 78 lignes sont créées formant ainsi un cube Metatron. En interprétant ce schéma en dimension 3, on peut considérer chaque centre de cercle comme un sommet et, de manière sélective, retrouver les arêtes et sommets des solides de Platon.

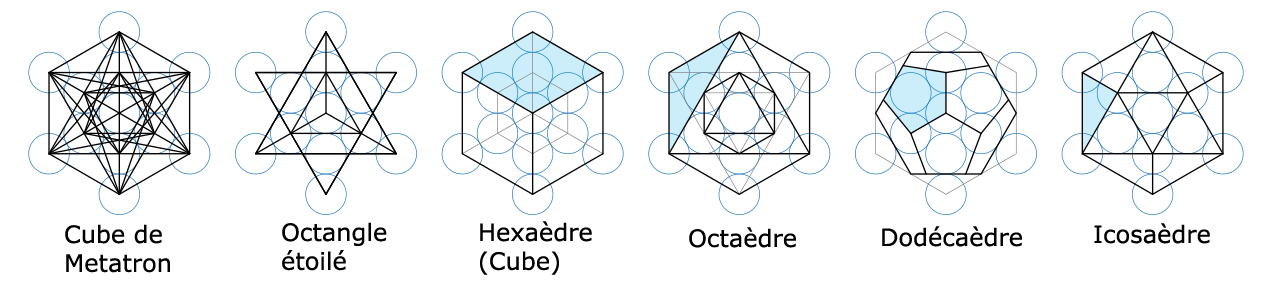
Exemple de mise en évidence des cinq solides de Platon dans le Cube de Metatron (l'Octangle étoilé étant la composition de deux tétraèdres).

.

### Arbre de vie

L'Arbre de Vie en surimpression sur la fleur de vie.

Selon Drunvalo Melchizedek, l'Arbre de Vie serait en relation avec la Fleur de Vie et apparaitrait en surimpression dans celle-ci. Il estime que son origine précéderait son utilisation par la Kabbale.
L'Arbre de vie dans la Fleur de vie contient dix symboles spirituels appelés les 10 Séphiroths. Chaque Séphiroth représente une caractéristique de Dieu et peut également faire référence aux chakras énergétiques du corps humain.